# Пролетарка (Челябинская область)
Пролета́рка — посёлок в Кизильском районе Челябинской области России. Входит в состав Кизильского сельского поселения.

## География
Посёлок находится на юге Челябинской области, в пределах юго-восточных предгорий Южного Урала, в степной зоне, на левом берегу реки Урал, на расстоянии 2 км (по прямой) к северу от села Кизильское, административного центра района. Абсолютная высота — 302 м над уровнем моря.
Климат
Климат резко континентальный с сухим жарким летом и суровой зимой. Среднегодовое количество осадков: 266 мм. Средняя температура самого холодного месяца января составляет −17,9 °С, самого тёплого месяца июля — +19,9 °С.
Часовой пояс
Посёлок Пролетарка, как и вся Челябинская область, находится в часовой зоне МСК+2. Смещение применяемого времени относительно UTC составляет +5:00.

## Население
| 2002 | 2010 |
| ---- | ---- |
| 205  | ↘174 |

Гендерный состав
По данным Всероссийской переписи населения 2010 года, в гендерной структуре населения мужчины составляли 46 %, женщины — 54 %.
Национальный состав
Согласно результатам переписи 2002 года, в национальной структуре населения русские составляли 77 %.

## Улицы
Уличная сеть посёлка состоит из двух улиц (ул. Уральная и ул. Центральная).